# Крола, Гуго
Гуго Крола (нем. Hugo Crola, * 30 ноября 1841 г. Ильзенбург; † 13 июня 1910 г. Бланкенбург, Германская империя) — немецкий живописец, принадлежавший к дюссельдорфской художественной школе, профессор дюссельдорфской Академии искусств.

## Жизнь и творчество
Гуго Крола был одним из пяти детей в семье художников Георга Генриха (1804—1879) и Элизы Крола (1809—1878) и рос в приобретённом родителями частном доме напротив средневекового замка Ильзенбург. Родители, в особенности отец, для создания своих картин совершали многочисленные поездки как по Германии (Берлин, Мюнхен, Дрезден), так и заграницу, в Италию, Швейцарию и Норвегию. Впоследствии, в 1865 году, во время совместной поездки в Швейцарию, Гуго Крола пишет портрет своего отца.
Сперва Крола изучает архитектуру и работает по этой специальности, будучи помощником Фридриха Гитциха при строительстве здания биржи в Берлине. В начале 1860-х годов Крола переходит к занятиям живописью и в 1861 поступает в берлинскую Академию художеств. В 1862 году он переходит в дюссельдорфскую Академию, в классы художников Эдуарда Бендемана, а затем Вильгельма Зона. В 1876 году Крола сам становится преподавателем рисунка натуры в античном зале Академии, а в период с 1878 по 1898 год он — профессор пейзажной живописи Академии. В 1880 году он становится одним из трёх директоров Академии.
Гуго Крола является одним из крупнейших представителей дюссельдорфской художественной школы конца XIX столетия. Известен в первую очередь как выдающийся портретист, работал также над исторической тематикой, писал пейзажи и жанровые полотна. Первоначально писал свои произведения в стиле голландских «старых мастеров» XVII столетия, позднее был близок к импрессионистам. После того, как автопортрет художника на Всемирной выставке 1873 года в Вене был удостоен медали, Крола пишет многочисленные портреты представителей аристократического общества современников, а также коллег-художников, среди них портреты Петера Янсена, Эдуарда Биндемана (1884, хранятся в берлинской Национальной галерее), Эдуарда фон Гебхарда (1886, Дюссельдорфская художественная галерея), гравёра Карла Эрнста Форберга и др.

## Галерея

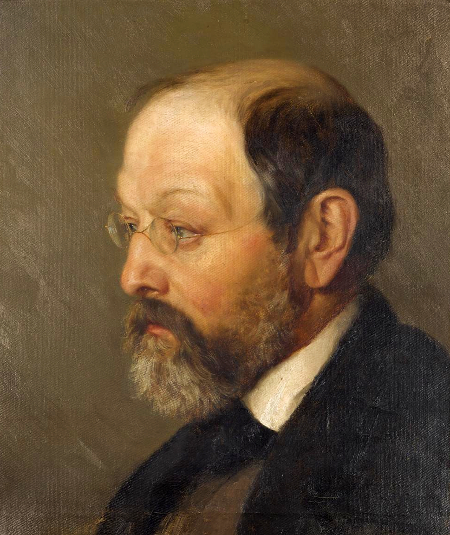
Портрет отца (1865).
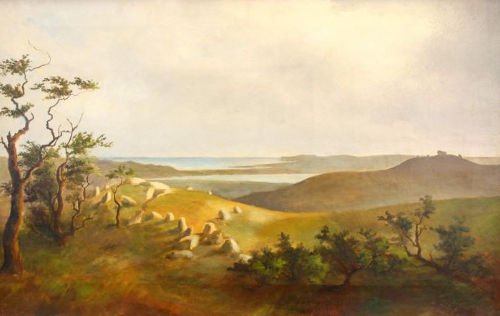
Пейзаж побережья с курганами великанов (1910).
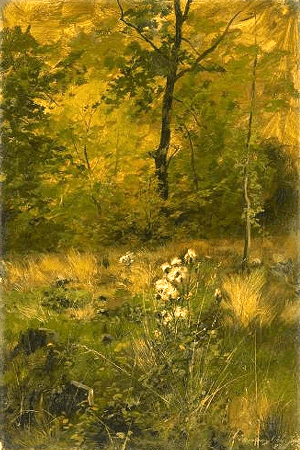
Гарц, пейзаж.
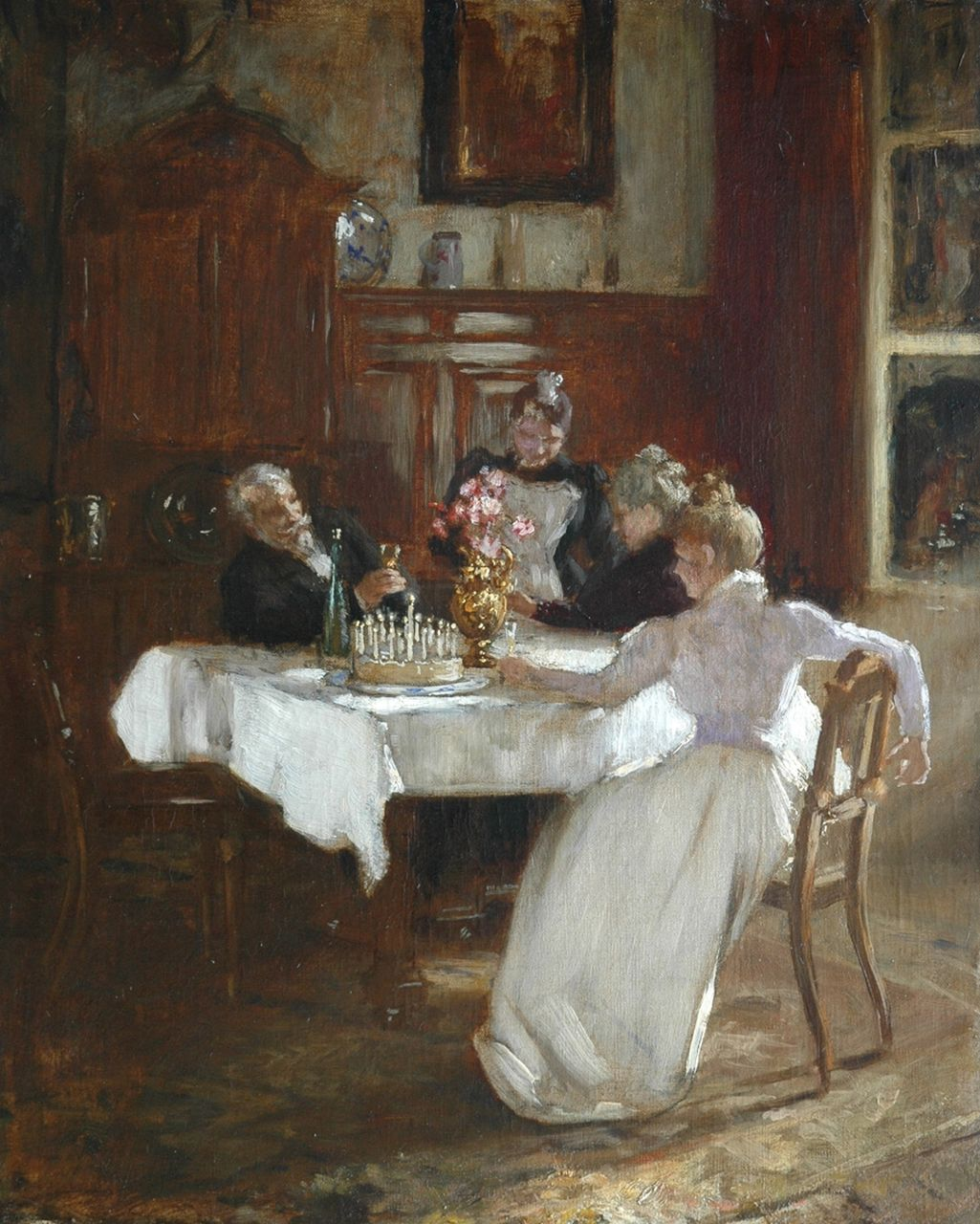
На дне рождения.
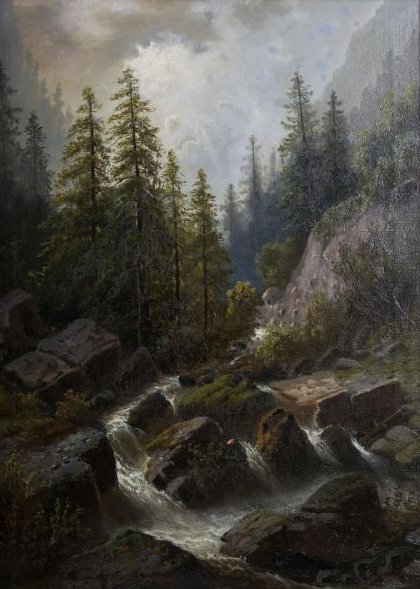
Горный поток (1870 -е годы).

## Ученики (краткий список)
- Артур Бэмбридж (1861—1923)
- Георг Бупместер (1864—1936)
- Вильгельм Дегоде (1862—1931)
- Альма Эрдман (1872—1930)
- Фрайвирт-Лютцов (1862—1925)
- Отто Хейхерт (1868—1946)
- Юлиан Кляйн фон Дипольд (1868—1947)
- Юлиус Краут (1879—1882)
- Антс Лайкмаа (1866—1942)
- Гари Мельхерс (1860—1932)
- Петер Филиппи (1866—1945)
- Пауль Рауд (1865—1930)
- Юлиус Рольсховен (1858—1930)
- Вильгельм Шнейдер-Дидам (1869—1923)
- Штратман, Карл (1866—1939)
- Ганс фон Фолькман (1860—1927)